# شانتال بوولنجر
شانتال بوولنجر (بالفرنسية: Chantal Boulanger)‏ هي عالمة الإنسان فرنسية، ولدت في 4 يناير 1957، وتوفيت في 27 ديسمبر 2004.